# Erfurter Enchiridion

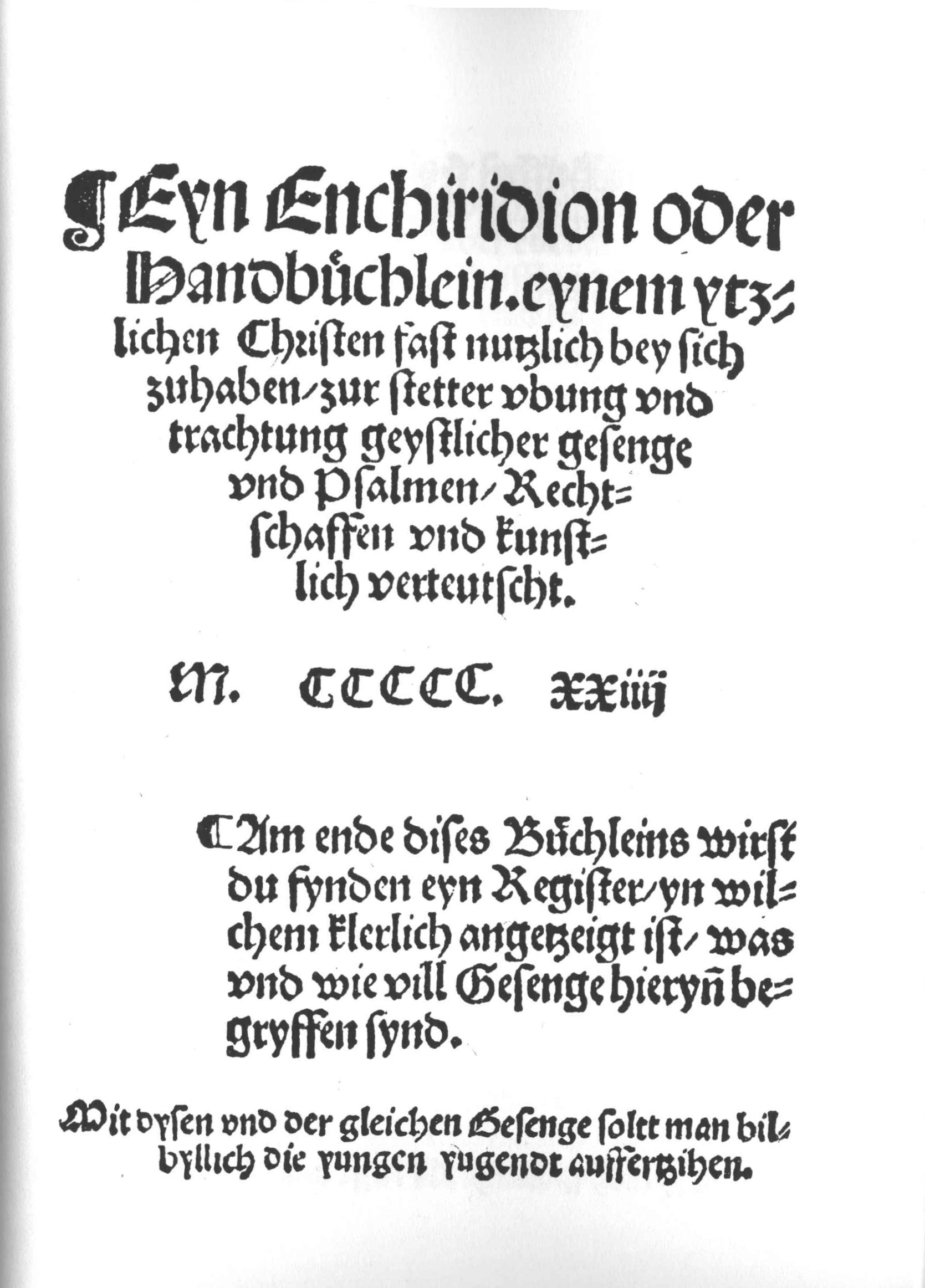
Titelblatt der Ausgabe von Loersfeld: „Eyn Enchiridion oder Handbüchlein. eynem ytzlichen Christen fast nutzlich bey sich zuhaben / zur stetter vbung vnd trachtung geystlicher gesenge vnd Psalmen / Rechtschaffen vnd kunstlich verteutscht“.

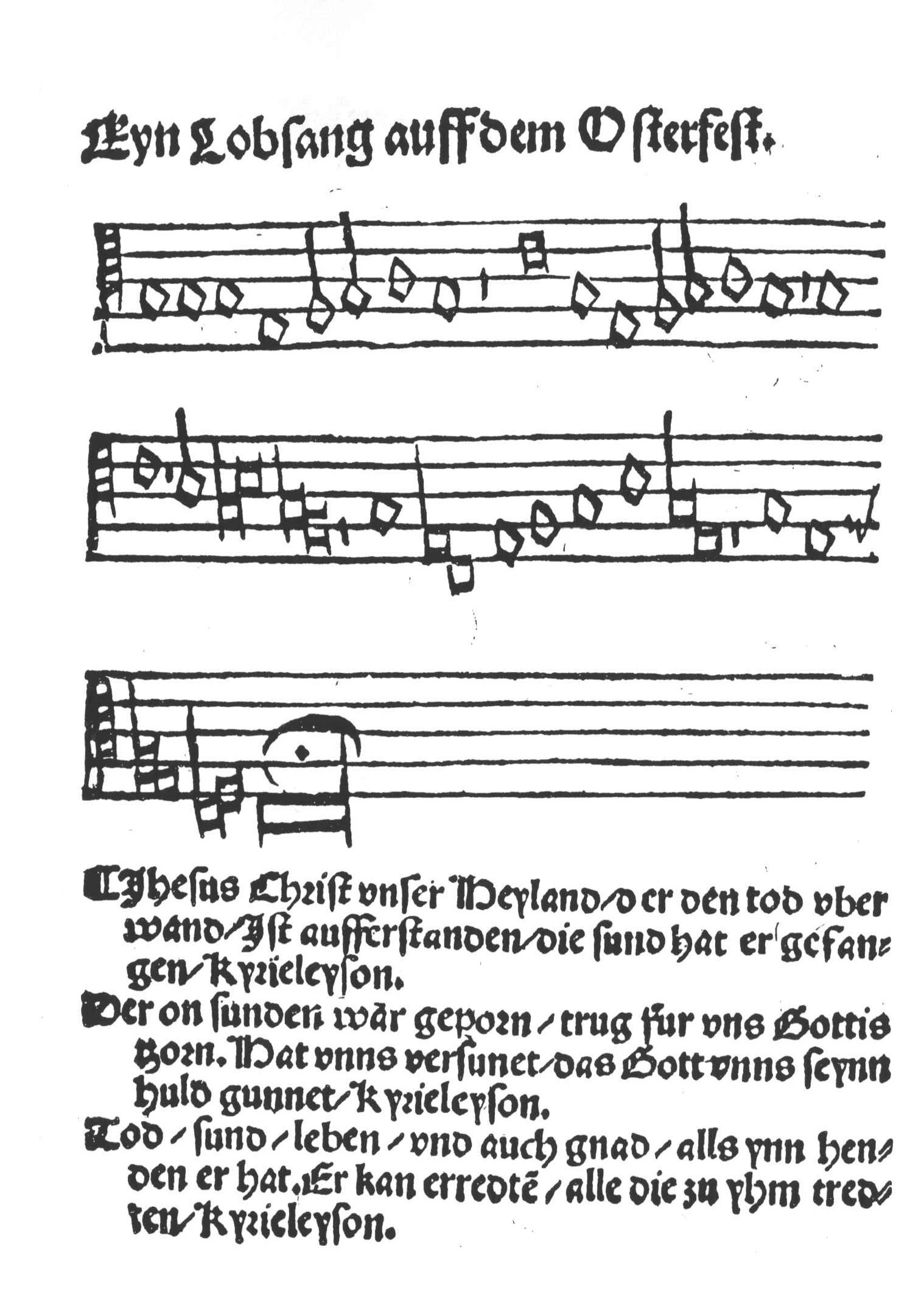
Das Lied „Jesus Christus unser Heiland“

Das Erfurter Enchiridion (zu altgriechisch ἐγχειρίδιον encheirídion, deutsch sinngemäß: „Handbüchlein“) ist eines der ersten protestantischen Gesangbücher. Es erschien 1524 in Erfurt in zwei konkurrierenden Ausgaben.

## Entstehung
Luthers Lieder und andere protestantische Lieder wurden als Einblattdrucke vertrieben und trugen zur Verbreitung protestantischen Gedankenguts bei. Diese Lieder wurden dann in ersten Sammlungen zusammengefasst gedruckt, so auch das Achtliederbuch und das Wittenberger Gesangbüchlein, die beide im gleichen Jahr erschienen. Das Erfurter Enchiridion erschien in zwei fast gleichen Ausgaben bei zwei verschiedenen Druckern, bei Johannes Loersfeld „in der Permentergasse zum Färbefass“ und bei Matthes Maler „Zum Schwarzen Horn bei der Krämerbrücke“ (die Druckortangaben beziehen sich auf die Hausnamen in Erfurt). Beide Bücher sind bis auf ein Lied identisch. Das doppelte Erscheinen und der flüchtige Druck lassen darauf schließen, dass der Druck aus Konkurrenzgründen in Eile geschah und eine große Nachfrage bestand. Wahrscheinlich war der Druck von Loersfeld der erste und wurde von Maler kopiert.

## Beschreibung
Die Fassung von Loersfeld wurde im Oktavformat gedruckt und umfasst 48 – davon 47 bedruckte – Seiten. Sie enthält 25 Lieder, die deutsche Fassung des Glaubensbekenntnisses und eine zweiseitige Vorrede ohne Verfasserangabe. Die Fassung von Maler enthält ein Lied weniger. Die Anzahl der einstimmigen Choralmelodien beläuft sich auf 16. Von den Liedern stammen 18 von Martin Luther, dessen Name aber nur bei einem Titel genannt wird. Von den anderen Chorälen wurden drei von Paul Speratus verfasst, je einer von Justus Jonas dem Älteren, Elisabeth Cruciger und Erhard Hegenwald. Ein Lied wird Jan Hus zugeschrieben, ein Autor ist nicht bekannt. Die Anordnung der Lieder ist nicht systematisch, nur sieben Psalmnachdichtungen bilden eine zusammenhängende Gruppe. Fünf weitere Lieder sind deutsche gereimte Fassungen von lateinischen, liturgischen Gesängen. Das Lied „Ein neues Lied wir heben an“ beschreibt die Hinrichtung der beiden Mönche und Märtyrer der Reformation Hendrik Vos und Johannes van Esschen in Brüssel.
Der Autor der Vorrede kritisiert den alten Kirchengesang als Geschrei der „Baalspriester“ und „Waldesel“. Die enthaltenen Lieder seien dagegen in der heiligen Schrift begründet und dienten der Besserung, der Lehre sowie der Erziehung der Jugend. Ein Christ solle sie immer bei sich tragen zur ständigen Übung.
Viele der Lieder des Erfurter Enchiridions fanden weite Verbreitung, 17 sind noch heute im Evangelischen Gesangbuch, teils mit anderer Melodie, enthalten.

## Inhalt
| Nummer | Titel                                         | Verfasser          | Bemerkung                                             |
| ------ | --------------------------------------------- | ------------------ | ----------------------------------------------------- |
| 1      | Dies sind die heilgen zehn Gebot              | Martin Luther      |                                                       |
| 2      | Nun freut euch, lieben Christen g’mein        | Martin Luther      |                                                       |
| 3      | Es ist das Heil uns kommen her                | Paul Speratus      |                                                       |
| 4      | Mitten wir im Leben sind                      | Martin Luther      | Nach Media vita in morte sumus                        |
| 5      | In Gott gelaub ich, dass er hat               | Paul Speratus      |                                                       |
| 6      | Hilf Gott, wie ist der Menschen Not           | Paul Speratus      |                                                       |
| 7      | Gott sei gelobet und gebenedeiet              | Martin Luther      | in der Maler'schen Fassung nicht enthalten            |
| 8      | Gelobet seist du, Jesu Christ                 | Martin Luther      |                                                       |
| 9      | Ich glaube an einen Gott (Glaubensbekenntnis) |                    |                                                       |
| 10     | Herr Christ, der einig Gotts Sohn             | Elisabeth Cruciger |                                                       |
| 11     | Jesus Christus unser Heiland, der von uns     | Martin Luther      | Nach Jan Hus                                          |
| 12     | Wohl dem, der in Gottes Furcht steht          | Martin Luther      | Nach dem 127. Psalm                                   |
| 13     | Ach Gott, vom Himmel sieh darein              | Martin Luther      | Nach dem 11. Psalm                                    |
| 14     | Wo Gott der Herr nicht bei uns hält           | Justus Jonas d. Ä. | Nach dem 124. Psalm                                   |
| 15     | Es spricht der Unweisen Mund wohl             | Martin Luther      | Nach dem 13. Psalm                                    |
| 16     | Es wollt uns Gott genädig sein                | Martin Luther      | Nach dem 66. Psalm                                    |
| 17     | Aus tiefer Not schrei ich zu dir              | Martin Luther      | Nach dem 129. Psalm De profundis                      |
| 18     | Erbarm dich mein, o Herre Gott                | Erhard Hegenwald   | Nach dem 50. Psalm Miserere                           |
| 19     | Christ lag in Todesbanden                     | Martin Luther      |                                                       |
| 20     | Jesus Christus unser Heiland, der den Tod     | Martin Luther      |                                                       |
| 21     | Nun komm, der Heiden Heiland                  | Martin Luther      | Nach dem Hymnus Veni redemptor gentium                |
| 22     | Komm, Heiliger Geist, Herre Gott              | Martin Luther      | Nach der Pfingstantiphon, Veni Sancte Spiritus, reple |
| 23     | Christum wir sollen loben schon               | Martin Luther      | Nach dem Hymnus A solis ortus cardine                 |
| 24     | Komm, Gott Schöpfer, heiliger Geist           | Martin Luther      | Nach dem Pfingsthymnus Veni creator spiritus          |
| 25     | Ein neues Lied wir heben an                   | Martin Luther      |                                                       |
| 26     | In Jesus Nam'n heben wir an                   | Unbekannt          |                                                       |

## Edition und Transkription
- Digitales Faksimile mit vollständiger diplomatischer Transkription im Deutschen Text Archiv